# 左周
左周（?—?），字問莊，安徽桐城人，清朝政治人物。同進士出身。
乾隆三十四年，登進士，改庶吉士。乾隆三十六年，授翰林院檢討。乾隆四十八年，授浙江道御史。乾隆五十二年，任兵科給事中。次年改戶科掌印給事中。乾隆五十四年，任浙江甯紹台道。